# Mike Huckabee
Michael Dale Huckabee, dit Mike Huckabee, né le 24 août 1955, est un homme politique républicain américain. Il est gouverneur de l'Arkansas entre 1996 et 2007 et l'un des candidats à l'investiture républicaine pour l'élection présidentielle de 2008 puis pour celle de 2016. Il a été pasteur chrétien baptiste jusqu’en 1992.
Il est ambassadeur en Israël depuis 2025.

## Biographie

### Enfance et études
Mike Huckabee est né le 24 août 1955 à Hope dans une famille pauvre de l'Arkansas. Il s'intéresse dès son adolescence à la politique et participe à un programme civique pour adolescents. Après avoir réalisé sa première émission de radio à l'âge de 11 ans, il prononce son premier sermon religieux à l'âge de 15 ans.
À 18 ans, il devient pasteur. Il a étudié en communication à la Ouachita Baptist University d’Arkadelphia et a obtenu un Bachelor of Arts en 1978, puis il est entré au séminaire théologique baptiste du Sud-Ouest, à Fort Worth . Un an plus tard, il quitte le séminaire pour rejoindre et travailler avec le télévangéliste James Robison (en), dont il devient le porte-parole et le chargé de relations publiques. Puis, il retourne étudier en théologie au séminaire théologique baptiste du Sud-Ouest et obtient un master en 1980 .

### Ministère
En 1980, il revient en Arkansas pour être pasteur de l'Église baptiste Emmanuel à Pine Bluff. Après des rénovations de l'auditorium de l'église et avoir parlé de son église à la télévision, de nombreux fidèles se sont ajoutés à la communauté. Il lance également une petite station de télévision chrétienne pour évangéliser plus de personnes, notamment un talk show dominical où il interviewe des personnalités locales aussi diverses que des responsables d’organismes caritatifs ou des comptables donnant leurs conseils pour remplir les déclarations fiscales.
Après six ans à Pine Bluff, Mike Huckabee s'installe à Texarkana, où il fonde la première station de télévision locale. Il devient également pasteur de la Première Église baptiste de Beech Street.
En 1989, Mike Huckabee prend la direction de la Arkansas Baptist State Convention et de ses 490 000 membres, sur la base d'une ligne plus modérée que celle de ses concurrents.

### Carrière politique dans l'Arkansas
En 1992, il renonce à son ministère pour se présenter au Sénat sous l’étiquette républicaine. Après une campagne axée sur les problèmes sociaux et l’avortement, il est finalement battu par son adversaire, le sénateur démocrate sortant Dale Bumpers.
Néanmoins, un an plus tard, en 1993, Mike Huckabee est élu au poste de lieutenant-gouverneur de l'Arkansas. Il est alors le seul républicain à un poste de l'exécutif aussi élevé d'un État de tradition conservatrice et démocrate. Il est réélu en 1994, malgré ses mauvaises relations avec certaines personnalités de l'exécutif démocrate de l'État.

#### Gouverneur de l'Arkansas (1996-2007)
Le 15 juillet 1996, il devient gouverneur de l'Arkansas pour terminer le mandat du gouverneur sortant, le démocrate Jim Guy Tucker, impliqué dans le scandale financier de Whitewater et contraint à démissionner avec tellement de réticence qu'il dut s'y prendre à deux reprises avant de céder le pouvoir définitivement. En novembre 1998, Mike Huckabee est confirmé pour un mandat entier de quatre ans par les électeurs de l'Arkansas et est réélu en novembre 2002 pour un nouveau mandat de quatre ans.
Gouverneur, Mike Huckabee fait voter de vastes réductions d’impôt, mais aussi des mesures simplifiant la procédure complexe d'immatriculation des véhicules ou encore des mesures alourdissant la taxe sur les ventes de carburant et de cigarettes. Il est aussi connu pour ses engagements sociaux, notamment pour avoir mis en place une couverture santé pour les enfants des milieux défavorisés et pour avoir développé, avec le soutien de Bill Clinton, des programmes de lutte contre l’obésité chez les enfants. Son combat contre l’embonpoint a fait l'objet d'un livre de sa part (« Arrêtez de creuser votre tombe avec une fourchette et un couteau »).
Il fait aussi procéder à la modernisation du réseau routier de l'Arkansas, alors considéré comme l'un des pires du pays.
En 2002, son épouse candidate au poste de secrétaire d'État de l'Arkansas, alors qu'il candidat pour sa réélection au poste de gouverneur. Elle est battue : le démocrate Charlie Daniels (en) obtient 62 % des voix,.
En 2003, il doit réformer le système de financement des écoles, mais son plan se heurte à de vives critiques et à de fortes oppositions.

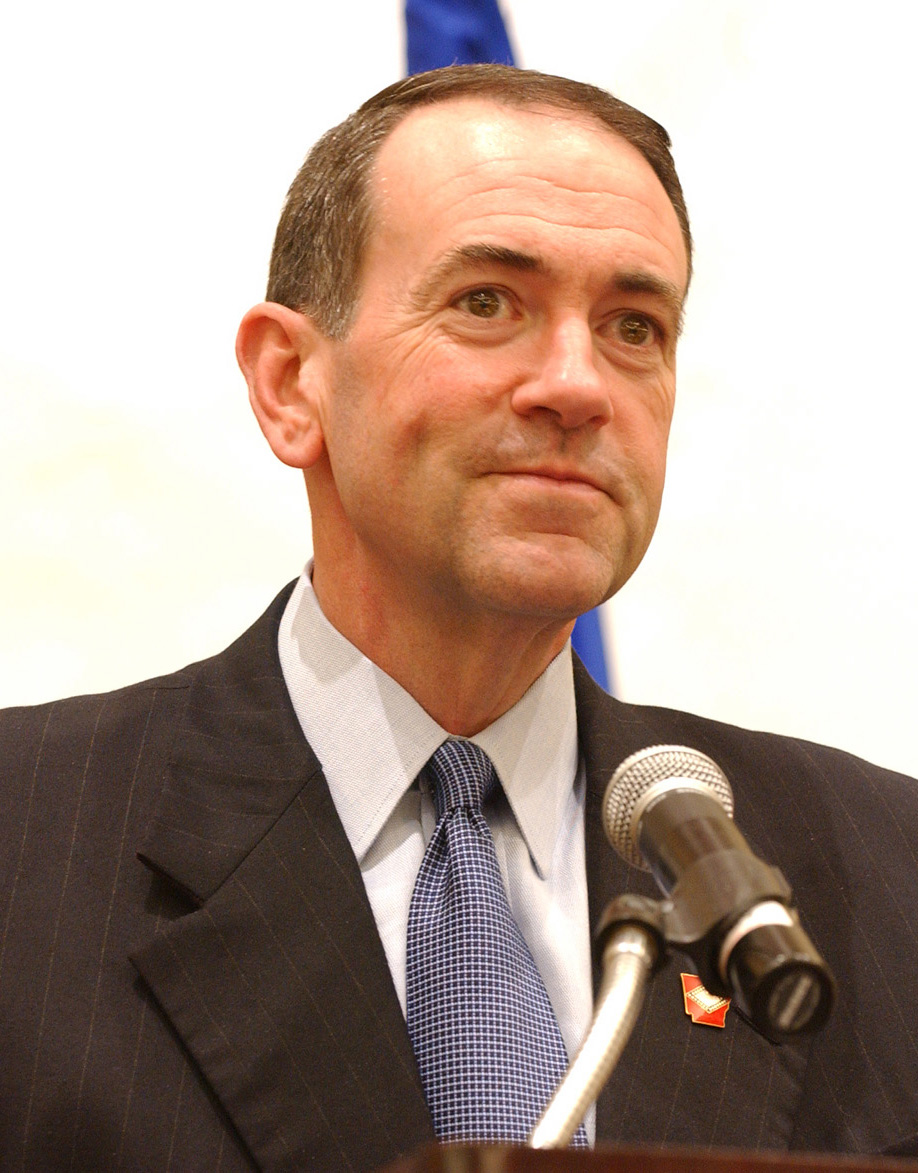
Mike Huckabee en 2004.

Il lui est reproché d'avoir fait pression, en tant que gouverneur, pour que Wayne DuMond (en), un condamné pour viol, soit libéré de manière anticipée. Après sa libération en 1999, DuMond a commis un meurtre dans l'État voisin du Missouri.
En 2005, Time Magazine le cite parmi les cinq meilleurs gouverneurs (ou l'un des cinq les plus performants) des États-Unis, notamment pour son action en faveur de plus de 60 000 personnes sinistrées après le passage de l’ouragan Katrina.
En 2006, alors gouverneur de l'Arkansas, il amnistie le guitariste du groupe des Rolling Stones, Keith Richards, pour une contravention pour conduite imprudente en 1975.
Arrivé au terme de son second et dernier mandat en 2006, il ne peut se représenter. Il est alors le troisième gouverneur de l'Arkansas à être resté aussi longtemps à ce poste (après Orval Faubus de 1955 à 1967 et Bill Clinton de 1979 à 1981 et de 1983 à 1992).

#### Candidat à la primaire présidentielle républicaine de 2008
En 2007, Mike Huckabee est candidat à l’investiture républicaine pour l'élection présidentielle de 2008. Il axe son programme autour de trois mots : « famille, foi et liberté » et défend le droit au port d'armes. Il s'oppose à l'avortement et au mariage homosexuel. Après avoir, en 1998, comparé l'homosexualité à un comportement criminel, il rapproche celle-ci, lors de ses discours de campagne dans le sud conservateur, de la pédophilie, de la polygamie et de la zoophilie. Il souhaite ainsi vouloir inscrire la définition du mariage dans la constitution des États-Unis, déclarant : « La Bible n'a pas été écrite pour être amendée, la Constitution, si », ce qui provoque l'indignation de la communauté homosexuelle et des libéraux soutenant la séparation entre Église et État. Il promet également d'amender la Constitution pour interdire l'avortement et inscrire que la vie commence dès la conception .
Créationniste, il exprime également des doutes sur la théorie de l'évolution de Charles Darwin.

L’un de ses inspirateurs est le révérend et télévangéliste Jerry Falwell, qui lui a accordé son soutien. Il propose également de réduire les impôts sur le revenu au profit d’une TVA globale de 23 % et voit dans la lutte contre le réchauffement climatique « un devoir biblique ».

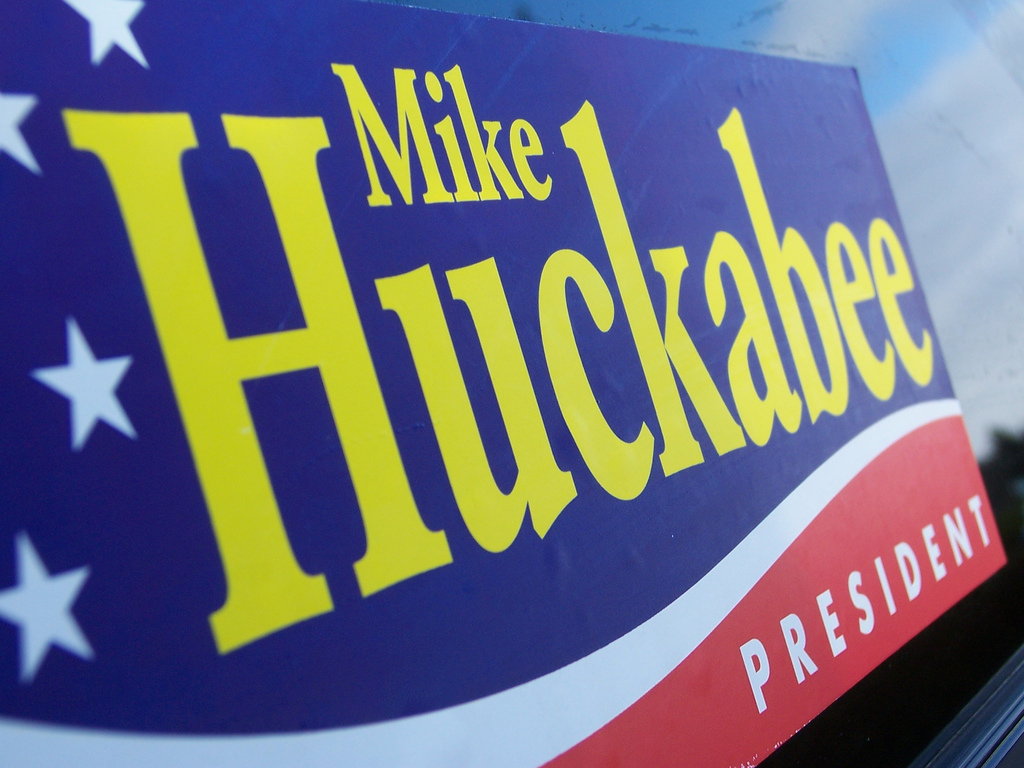
Logo pour sa campagne à l'investiture républicaine pour la présidentielle de 2008.

L'une de ses campagnes publicitaires le représente au côté de l'un de ses partisans, l'acteur originaire de l’Oklahoma et éditorialiste conservateur à ses heures Chuck Norris. S'inspirant des films et arts martiaux pratiqués par ce dernier, il résume son programme pour la sécurisation de la frontière avec le Mexique en deux mots, citant le prénom et le nom de l'acteur. Ce dernier déclare par ailleurs soutenir Huckabee pour ses positions en faveur du port d’armes et sa promesse de dissoudre le fisc.
Dans le cadre des primaires, lors d'un débat interne avec les autres candidats républicains à Saint Petersburg en Floride, il marque encore des points auprès de l'électorat conservateur, lors d'une question sur le programme spatial américain, en suggérant de mettre la candidate démocrate Hillary Clinton « dans la première fusée vers Mars ». Lors d'un autre débat républicain, il avait aussi raillé de façon humoristique le candidat démocrate John Edwards, affirmant que le pays a « un Congrès qui dépense autant d'argent que John Edwards dans un salon de beauté ».
Sa montée en popularité est spectaculaire : selon un sondage de CNN, il tournait autour de 1 % de janvier à août 2007, avant d'atteindre de façon fulgurante les 10 % en novembre et les 22 % en décembre, alors qu'il ne dépassait pas la barre des 5 % en septembre et octobre. Cette ascension fut telle dans l'électorat conservateur qu'il en vint à dépasser dans les sondages Mitt Romney et à talonner Rudy Giuliani, jusque-là favori du camp républicain.
Après avoir déclaré dans les derniers jours de sa campagne dans l'Iowa que « les gens recherchent un candidat présidentiel qui leur rappelle le type avec qui ils travaillent plutôt que celui qui les a licenciés », visant implicitement Mitt Romney, fier de ses qualités de gestionnaire en tant que redresseur d'entreprises , Huckabee est arrivé en tête du caucus de l'Iowa le 3 janvier 2008, faisant de lui le nouvel homme à battre pour la nomination républicaine à la présidence. Avec 34,3 %, il se place alors devant Mitt Romney (25,3 %), Fred Thompson (13,4 %), John McCain (13,1 %), Ron Paul (10 %), Rudy Giuliani (3,5 %), Duncan Hunter (0,4 %). Il échoue à concrétiser son avantage psychologique lors des primaires et caucus suivant et n'arrive qu'en seconde position derrière John McCain lors de la primaire importante et disputée dans le bastion conservateur et évangélique qu'est la Caroline du Sud, le 19 janvier 2008.
Lors du Super Tuesday qui a lieu le 5 février, Mike Huckabee, en dépit de quelques victoires qui lui assurent alors un total de 169 délégués, est largement devancé par John McCain (615 délégués) et Mitt Romney (268). Si ce dernier abandonne alors la course présidentielle, Mike Huckabee se maintient face à McCain, tout comme le candidat libertarien Ron Paul. Le 9 février, Huckabee s'impose face à McCain lors des caucus du Kansas et de l'élection primaire de Louisiane mais il est battu par ce dernier dans l'État de Washington. Le maintien de Huckabee dans la course souligne alors les difficultés de John McCain à faire l'unanimité dans le camp républicain où, aux yeux de la partie la plus conservatrice de cet électorat, le sénateur de l'Arizona continue à apparaître comme un candidat par défaut.
Le 4 mars 2008, les victoires décisives de John McCain dans les élections primaires du Texas, de l’Ohio, du Vermont et du Rhode Island contraignent Mike Huckabee à abandonner la course présidentielle et à exhorter ses partisans de se rallier à John McCain, vainqueur des primaires républicaines.

#### Après la présidentielle de 2008
Fin 2009, la politique de Mike Huckabee en matière de grâce, lorsqu'il était gouverneur, est très critiquée. Un massacre a été commis très vraisemblablement par un condamné dont il avait favorisé la grâce. Le dimanche 29 novembre, Maurice Clemmons aurait abattu 4 officiers de police avant d'être lui-même abattu deux jours après. Mike Huckabee avait l'habitude de gracier totalement ou partiellement un grand nombre de condamnés, invoquant pour cela sa foi religieuse et ignorant fréquemment les recommandations[De qui ?]. Maurice Clemmons, condamné à 100 ans de prison, avait bénéficié d'une remise de peine grâce à l'intervention du gouverneur, il avait récidivé et avait néanmoins bénéficié rapidement d'une nouvelle remise de peine[réf. nécessaire].

#### Candidat à la primaire présidentielle républicaine de 2016
En 2015 il se déclare à nouveau candidat aux élections primaires du parti républicain en vue des élections présidentielles de l'année suivante. Le 26 juillet 2015, il déclenche une polémique en accusant le président Barack Obama « d'amener les Israéliens aux portes des fours » avec l'accord sur le nucléaire iranien,. Le lendemain, Barack Obama alors en voyage officiel en Afrique, réplique en expliquant que les paroles de Huckabee s'inscrivent dans une « tendance générale » et seraient « considérées ridicules si elles n'étaient pas si tristes ». Faisant aussi allusion à d'autres déclarations contestées de Donald Trump, Obama ajoute que « ce n'est pas la sorte de dirigeants dont a besoin l'Amérique actuellement et je ne pense pas que c'est ce que qui que soit veut, qu'il soit démocrate, républicain ou indépendant ».
Après le faible score obtenu dans le premier caucus de l'Iowa, Mike Huckabee se retire de la course le soir même de l'annonce des résultats, le 1er février 2016. Il annonce ensuite son soutien à Donald Trump pour la suite de la compétition.

#### Ambassadeur en Israël
Le 12 novembre 2024, le président-élu Donald Trump annonce son intention de le nommer au poste d'ambassadeur des États-Unis en Israël,. Il est confirmé par un vote du Sénat le 9 avril 2025 puis prête serment le même jour. Il rejoint son poste le 17 avril et remet ses lettres de créance au président Isaac Herzog le 21 avril.
Mike Huckabee est un ardent défenseur de la colonisation de la Cisjordanie et un opposant virulent à la fondation d’un État palestinien. Il estime que « le peuple palestinien n’existe pas » et qu'il s'agit d'« un outil politique pour essayer d’arracher des terres à Israël ». Il affirme également que « la Cisjordanie occupée, ça n’existe pas. Il y a des communautés, des quartiers, des villes. L’occupation, ça n’existe pas »,.
Pendant la guerre de Gaza, il nie le blocus de l'aide humanitaire par Israël et dénonce la proposition française de reconnaitre l’État palestinien, appelant à établir celui-ci en France plutôt qu'en Palestine. 
Mike Huckabee appartient au courant sioniste chrétien et est proche du mouvement Chrétiens unis pour Israël du pasteur évangélique John Hagee. Il déclare que son engagement pro-israélien est motivé par la géopolitique et la religion.

## Carrière médiatique
Mike Huckabee est l'animateur d'une émission pour Fox News de 2008 à 2015, puis de nouveau en 2017 sur Trinity Broadcasting Network.

## Vie privée

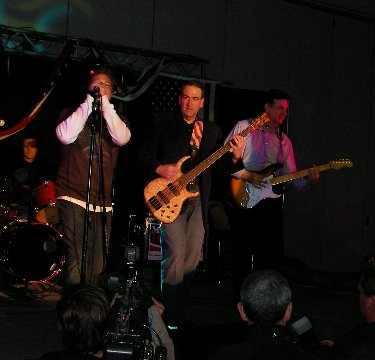
Concert de Mike Huckabee et de son groupe Capitol Offense à Des Moines en avril 2007.

Guitariste depuis l’âge de 11 ans, Mike Huckabee est également bassiste au sein du groupe Capitol Offense.